# آندونی لافونته
آندونی لافونته (اسپانیایی: Andoni Lafuente‎؛ زادهٔ ۶ سپتامبر ۱۹۸۵) دوچرخه‌سوار اهل اسپانیا است.